# Laís Corrêa de Araújo Ávila
Laís Corrêa de Araújo Ávila (3 de março de 1929, Campo Belo,  Minas Gerais, Brasil — 19 de dezembro de 2006, Belo Horizonte, Minas Gerais, Brasil) foi uma bacharel em Línguas Neolatinas, ensaísta, cronista, tradutora, editora e poeta brasileira.  

## Biografia
Sua família é de origem pernambucana. Era casada com o escritor Affonso Avila e tiveram juntos os filhos Paulo, Miriam, Cristina, Carlos Ávila e Mônica.  Faleceu aos 78 anos em um hospital privado de Belo Horizonte, em 2006, após uma internação de cinco meses devido a problemas renais. 

## Carreira nas letras
Laís teve a sua formação concluída por volta do ano de 1950, como bacharel em Línguas Neolatinas pela Faculdade de Filosofia da UFMG. Como poeta, integrou a chamada terceira geração do modernismo brasileiro.
Participou do Congresso Internacional de Escritores de 1954, na seção de Poesia, evento ocorrido na cidade de São Paulo SP, onde esteve em intercâmbio com João Cabral de Melo Neto.
Estreou no jornal Estado de Minas em 14 de junho de 1959 com a coluna "Conversas na Mesa", onde publicava crônicas, o que foi feito até outubro daquele ano. Em novembro do mesmo ano criou naquele jornal a coluna Roda Gigante, onde dava notícias sobre o mundo literário e editorial, tendo sido publicada até o ano de 1962.
Foi colaboradora do jornal O Estado de S. Paulo e participou no Segundo Congresso Brasileiro de Crítica e História Literária, em 1961, onde contactou Haroldo de Campos. Foi a única mulher participante na Semana Nacional de Poesia de Vanguarda, em Belo Horizonte MG, evento ocorrido em 1963. Lançou em Ouro Preto, no ano de 1992, o Caderno de Traduções, contendo versões de textos poéticos e em prosa de Enrique Anderson Imbert, Javier Villafãne, André Breton, entre outros.
Foi Editora do Suplemento Literário de Minas Gerais e Superintendente das Bibliotecas Públicas de Minas Gerais. 
O acervo da escritora foi doado após o falecimento de seu esposo, cujo acervo também foi doado, em 2012, ao Acervo de Escritores Mineiros da UFMG.

## Obra literária
- Caderno de Poesia (1951)
- O Signo e Outros Poemas (1955)
- Cantochão (1967)
- Maria e Companhia (1983)
- Decurso de Prazo (1988)
- Caderno de Traduções (1992)
- Pé de Página (1995)
- Geriátrico (2002)
- Inventário (2003)

## Premiações
- Prêmio Thomas Mann de viagem à Alemanha
- Prêmio Nacional Mobral de Literatura
- Prêmio de Poesia Emílio Moura
- Prêmio Cidade de Belo Horizonte
- Ex-Aluna Destaque da Universidade Federal de Minas Gerais
- Medalha Mendes Pimentel (Homenagem póstuma)